# Johann Michael Josef von Pidoll

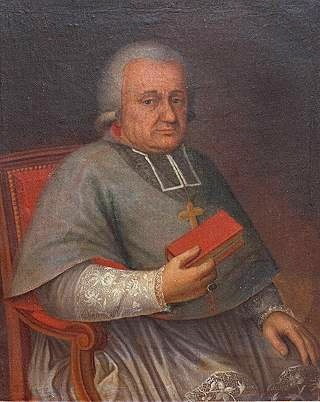
Bischof Johann Michael Josef von Pidoll

Pidolls Bischofswappen (modernes Schema)

Johann Michael Josef von Pidoll; voller Name Johann Michael Josef von Pidoll zu Quintenbach (* 16. November 1734 in Trier; † 23. November 1819 in Le Mans) war von 1794 bis 1802 Weihbischof in Trier und von 1802 bis 1819 Bischof von Le Mans.

## Leben und Wirken
Johann Michael Josef  von Pidoll war das neunte von elf Kindern des kurfürstlich trierischen Geheimen Rates und Thurn- und Taxisschen Oberpostmeisters Hubert von Pidoll und dessen Frau Maria Josefa geb. Geisen.
Der Junge besuchte das Jesuitengymnasium seiner Heimatstadt, studierte hier Theologie sowie Rechtswissenschaften und empfing am 23. Dezember 1758 die Priesterweihe. Er hatte ein Kanonikat am Stift St. Paulin inne und fungierte von 1770 bis 1802 als dessen letzter Dekan. In der Verwaltung des Erzbistums Trier war von Pidoll erst Assessor und Sekretär am Generalvikariat, 1787 wurde er Geistlicher Geheimer Rat, dann Direktor des geistlichen Justizsenates in Trier. 1789 fungierte er als Aufseher über das trierische Schulwesen, danach als Referendar für geistliche Angelegenheiten in Koblenz.
Als Nachfolger von Weihbischof Jean-Marie Cuchot d’Herbain wurde Pidoll am 21. Februar 1794 zum Weihbischof in Trier und Titularbischof von Diocletianopolis ernannt; die Bischofsweihe empfing er am 19. März 1794 von Erzbischof Clemens Wenzeslaus von Sachsen, in dessen Hofkapelle zu Koblenz. Im Oktober des gleichen Jahres flüchtete Johann Michael Josef von Pidoll, ebenso wie sein Fürstbischof, vor den anrückenden französischen Revolutionstruppen über den Rhein. Er hielt sich in Hanau, Frankfurt am Main, Mainz und Ehrenbreitstein auf, blieb in Kontakt zu seinem in der Diözese Augsburg weilenden Oberhirten und übte die bischöflichen Funktionen im rechtsrheinischen Teil des Erzbistums Trier aus.
Nach der französischen Besetzung der deutschen Gebiete links des Rheines wurden gemäß Konkordat von 1801 zwischen Papst Pius VII. und Napoleon jeweils an den Départementssitzen auch gebietsmäßig deckungsgleiche Bistümer eingerichtet. Die alten Diözesen erklärte man (hinsichtlich ihrer linksrheinischen, nun französischen Gebietsteile) für aufgelöst. Das Bistum Trier lebte in neuen Grenzen, als französische Diözese wieder auf und Fürsterzbischof Clemens Wenzeslaus von Sachsen setzte sich dafür ein, dass sein bisheriger Weihbischof von Pidoll dort sein Nachfolger würde.
Napoleon Bonaparte bewertete es jedoch als „eine Verschwendung, einen so fähigen Mann in ein kleines, problemloses Bistum zu versetzen“ und bestimmte ihn stattdessen am 10. April 1802 zum Bischof von Le Mans. Pidoll hat sich in Le Mans durch seine Leutseligkeit und seinen unermüdlichen Fleiß großes Ansehen erworben, reorganisierte die Bistums- und die Pfarreienverwaltung, sowie die Priesterausbildung. Außerdem holte er die Jesuiten in seinen Sprengel. Am 14. September 1814 wurde er zum Baron de l’Empire geadelt. Sein ehemaliger Trierer Kaplan von St. Paulin, Valentin Josef Hitzler (1747–1824), hatte Bischof Pidoll 1802 nach Le Mans begleitet und blieb auch dort als Domherr einer seiner engsten Mitarbeiter.
Den Sturz Napoleons überstand der Bischof ohne Schaden zu erleiden. Altersbedingt konnte er in den beiden letzten Lebensjahren sein Amt nicht mehr ausüben. Johann Michael Josef von Pidoll liegt in einer Seitenkapelle der Kathedrale von Le Mans begraben.
Ein zeitgenössischer Nachruf sagte von ihm: „Er verwaltete die Diözese Le Mans während einer Zeit, in der viele Wunden zu heilen waren. Es gelang ihm, alle politischen Richtungen und religiösen Parteien zu einigen. Er war ein wahrer Apostel der ersten Zeiten“.
Anselm von Pidoll (1734–1827), letzter Abt des Klosters Himmerod vor der Säkularisation, später Domherr in Trier, war sein Cousin.